# Peter Berger (operní pěvec)
Peter Berger (* 27. března 1979, Košice) je slovenský operní pěvec-tenorista.

## Život
Narodil se v Košicích do hudební rodiny, plánoval se však vydat jiným směrem, než jeho rodina. Vše se ale změnilo, když se stal členem Sboru sv. Cecílie v Košicích. Zde byli i členové, kteří studovali operní zpěv. Ti ho přemluvili, aby zkusil přijímací zkoušky na konzervatoř, kam byl přijat, a tak po gymnáziu nastoupil v roce 1998 na košickou konzervatoř. Už během studia se stal sólistou opery Národního divadla Košice. Po absolutoriu začal studovat zpěv Akademii umění v Banské Bystrici u profesorky Evy Blahové a absolvoval také pěvecké kurzy u významných pedagogů, například u Petra Dvorského.
V říjnu 2007 debutoval rolí Pinkertona v opeře Madam Butterfly ve Slovenském národním divadle v Bratislavě. Na pozvání Václava Věžníka vystupoval následně v Janáčkově divadle v Brně, kde v roce 2008 debutoval v roli prince v Rusalce a od divadelní sezóny 2008/2009 přešel do angažmá jako sólista opery do Národního divadla Brno. V roli prince v Rusalce debutoval o rok později i ve Státní opeře Praha a také na scéně Národního divadla v Praze. Od září 2011 byl v angažmá ve Státní opeře Praha a od ledna 2012 do února 2014 následně v pražském Národním divadle, odkud se vrátil zpět do Národního divadla Brno.
Se svým operním repertoárem vystupoval i ve světě. Jeho první debut mimo Slovensko a Česko byl v roce 2008, když titulní roli zpíval v opeře Faust v Chorvatském národním divadle ve Splitu. Následně začal hostovat v několika zahraničních divadlech, jako například v Brémách, Lodži, Santiagu de Chile, Aarhusu, Palermu, Moskvě, Pekingu, Varšavě, Římě, Turínu, Maskatu nebo v Tokiu. Kromě toho vystoupil i na Festivalu v Glyndebourne a spolupracuje mimo jiné s Českou a Slovenskou filharmonií, Filharmonií Brno, Filharmonií Bohuslava Martinů, PKF – Prague Philharmonia nebo Státní filharmonií Košice.
Jeho manželka je flétnistkou Orchestru Janáčkovy opery, s kterou má dva syny Christiana a Tobiase. S rodinou žije v Ostopovicích, malé obci u Brna.
Obdržel řadu ocenění. V roce 2006 zvítězil v mezinárodní pěvecké soutěži Mikuláše Schneidera-Trnavského v Trnavě, kde získal taky cenu za nejlepší interpretaci písní Mikuláše Schneidera-Trnavského a o rok později získal 1. cenu v soutěži Anglo-Czechoslovak Trust v Londýně. K jeho dalším úspěchům patří udělení ceny Literárního fondu za ztvárnění postavy Prince ve Dvořákově Rusalce nebo semifinále mezinárodní soutěže Hans Gabor Belvedere Competition v roce 2008 ve Vídni. V roce 2024 obdržel cenu Thálie v oboru opera za ztvárnění titulní role v opeře Dalibor v Národním divadle Brno.

## Operní role
Národní divadlo Brno
- Rusalka – role Princ
- Evžen Oněgin – role Lenskij
- Julietta – role Michel
- Macbeth – role Macduff
- Madama Butterfly – role Pinkerton
- Její pastorkyňa – role Laca
- Z mrtvého domu – role Skuratov
- Dalibor – role Dalibor
- Prodaná nevěsta – role Jeník
- Netopýr – role Gabriel von Eisenstein
- Čertova stěna – role Jarek
- Manon Lescaut – role Renato des Grieux

Národní divadlo moravskoslezské
- Faust – role	Le Docteur Faust
- Její pastorkyňa – role Števa
- Bohéma – role Rodolfo
- La traviata – role Alfredo Germont
- Prodaná nevěsta – role Jeník
- Tosca – role Mario Cavaradossi, malíř a milenec Toscy

Národní divadlo
- Madama Butterfly – role F. B. Pinkerton
- Rusalka – role Princ
- La traviata – role Alfredo Germont
- Rigoletto – role Vévoda mantovský
- Carmen – role Don José
- Její pastorkyňa – role Laca, Števa
- Prodaná nevěsta – role Jeník
- Nápoj lásky – role Nemorino
- Bohéma – role Rodolfo
- Julietta – role Michel
- Tosca – role Mario Cavaradossi
- Maškarní ples – role Gustav III.
- Werther – role Werther
- Dalibor – role Dalibor
- Káťa Kabanová – role Boris Grigorjevič
- Sedlák kavalír – role Turridu
- Manon Lescaut – role Renato des Grieux

Jihočeské divadlo
- Prodaná nevěsta – role Jeník